# Södermanlands runinskrifter 134
Södermanlands runinskrifter 134 är en vikingatida runsten av sandsten vid Ludgo kyrka, Ludgo socken och Nyköpings kommun. Den är ristad i raka linjer där varannan rad läses från ena hållet och varannan från det andra (så kallad bustrofedonskrift). Stenen är en parsten till Sö Fv1948;282. Runstenen är 1,15 meter hög och 0,7 meter bred. Runhöjden är 8-13 centimeter. Stenen påträffades 1937 i kyrkans grund.

## Inskriften
Translitterering av runraden:
auk : staina raisa : eftiʀ ofaih : sun sin hialbi : kristr : ant : hans : auk : selu : hans
Normalisering till runsvenska:
ok stæina ræisa æftiʀ Ofæig, sun sinn. Hialpi Kristr and hans ok selu hans.
Översättning till nusvenska:
(...) och resa stenar efter Ofeg, sin son. Hjälpe Krist hans ande och hans själ.